# Madame Isaac Pereire
'Madame Isaac Pereire' est un cultivar de rosier grimpant célèbre pour son parfum et sa couleur rouge, tirant sur le carmin vif. Il appartient à la classe des rosiers Bourbon et a été obtenu en France par Armand Garçon en 1881, puis commercialisé par Jules Margottin fils,. Il est nommé en l'honneur de Mme Isaac Pereire, épouse du fameux financier.

## Description
Ce rosier grimpant tétraploïde peut atteindre une hauteur d'un mètre quatre-vingt-cinq à deux mètres cinquante. Ses fleurs avec une quarantaine de pétales ont un diamètre moyen de 12,7 cm et exhalent un parfum de framboise. Il est remontant et peut se cultiver aussi en buisson.
On peut l'admirer notamment à la roseraie des roses de Normandie,  près de Rouen.

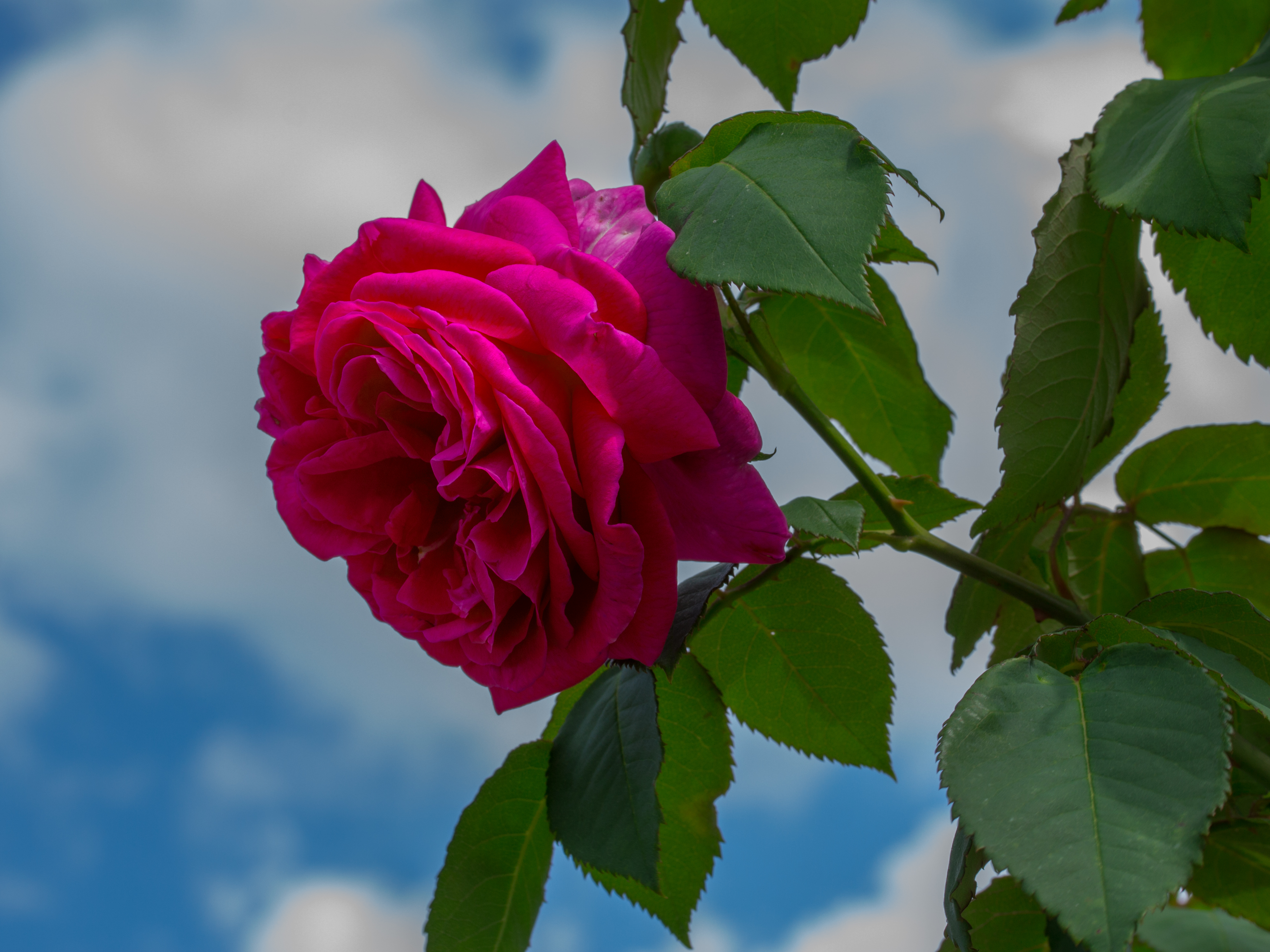
Rose 'Madame Isaac Pereire'.

Il existe deux autres cultivars de rosier baptisés d'après une personnalité de la famille Pereire, 'James Pereire' (Meilland, 1995) et 'Anita Pereire' (Gayraud, 1996).

## Descendance
'Madame Ernest Calvat' est une mutation de ce rosier avec des fleurs tirant plus sur le rose-lavande.
'Madame Isaac Pereire' a donné naissance à 'Mistress Paul' (George Paul, 1891); à 'Philémon Cochet' (Cochet 1891).

## Quelques distinctions

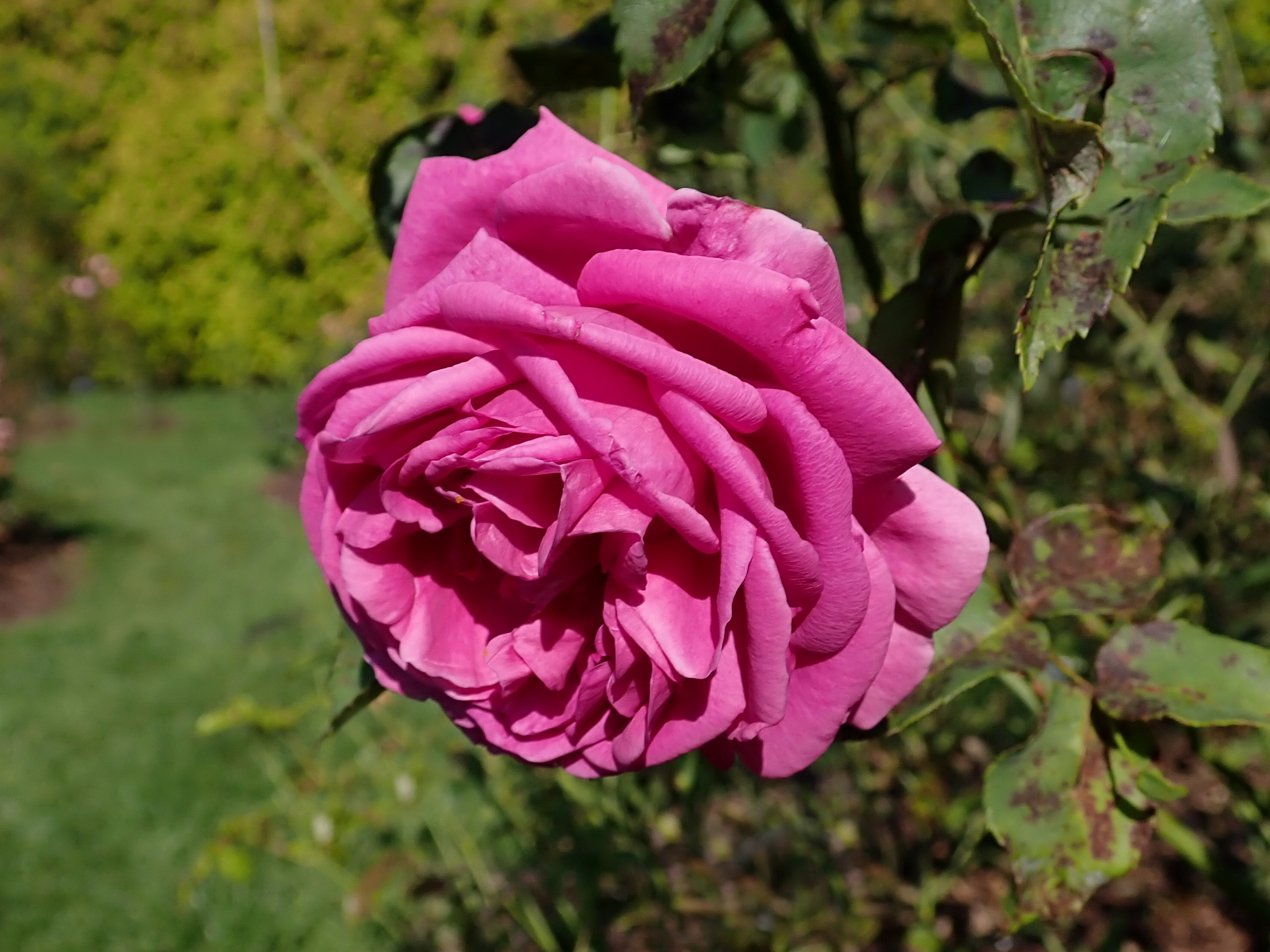
'Madame Isaac Pereire' en Pologne.

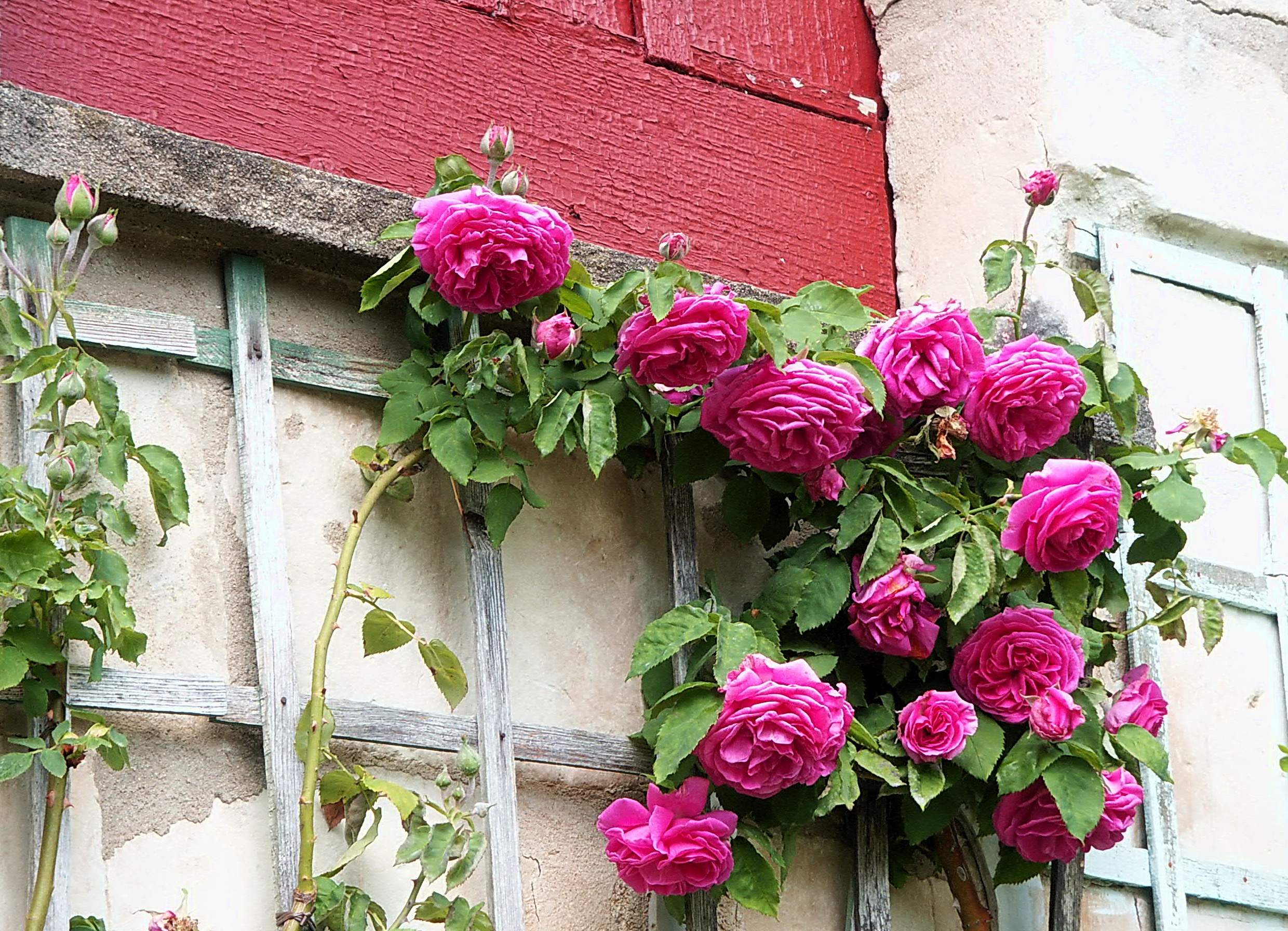
'Madame Isaac Pereire' à Chenonceau.

- Corvallis Rose Society Show. Victorian (ARS). 1999
- Houston Rose Society Show. Victorian (ARS). 1999
- Mother Lode Rose Society Show. Victorian (ARS). 1999
- Orange County Rose Society Show. Victorian (ARS). 1999
- Canadian Rose Society National Rose Show. Most Fragrant Rose (CRS). 1999
- Del-Chester Rose Society Show. Victorian (ARS). 2000
- Duneland Rose Society Show. Victorian (ARS). 2000
- Garden State Rose Club (New Jersey) Show. Victorian (ARS). 2000
- Kansas City Rose Society Show. Victorian (ARS). 2000
- Maine Rose Society Show. Victorian (ARS). 2000
- Raleigh Rose Society Show. Victorian (ARS). 2000
- Rowan Rose Society Show. Victorian (ARS). 2000
- Santa Clara County Rose Society Show. Victorian (ARS). 2000
- Southampton Rose Society Show. Victorian (ARS). 2000
- West Jersey Rose Society Show. Victorian (ARS). 2000
- Albuquerque Rose Society Show. Victorian (ARS). 2001
- Milwaukee Rose Society Show. Victorian (ARS). 2001
- Mother Lode Rose Society Show. Victorian (ARS). 2001
- Richmond Rose Society Show. Victorian (ARS). 2001
- Spokane Rose Society Show. Victorian (ARS). 2001